# 授業
授業（じゅぎょう、英: lesson, class）は、学校教育などにおいて教科・科目などの教育として行われるもののことである。大学の課程（短期大学の課程、大学院の課程を含む）などにおける授業は、講義、演習、実験、実習、実技に区分される。

## 概要
教師が教科書を用い、教科・科目などの内容を学習者に説明・解説する方法が代表的である。教科書を読み上げたり読ませたりするなどして教える授業方法は講義といい、法令用語としても使われている。
講義の英称「lecture」を動詞として使用する場合、「講義する」のほかに「叱る」という意味を持っている。一方向的な教化は、学習者がしばしば退屈したり、飽きたり、うんざりさせられるため、授業中の私語を招き、教師が学習者を叱ることがある。「lecture」の「叱る」という意味は、そのあたりの事情を反映していて、意味が深い。
このように学習者の興味を引かないことは学習効果を下げるという批判から、学習者の関心を尊重することの大切さ、自主性を引き出すような授業の必要性、問題解決学習の実践といったことがいわれるようになってきた。

## 授業の種類
授業は、おおむね次の形態に分類できる。

### すべての教育形態において行える授業
面接授業
「面接授業」とは、講義、演習、実験、実習もしくは実技のいずれか、またはこれらの併用により行う授業のことである。もっとも一般的な授業であり、授業というと、この形態が連想されることが多い。このうち、講義・演習は座学に分類され、実験・実習・実技は非座学に分類される。
メディアを利用して行う授業
「メディアを利用して行う授業」とは、講義、演習、実験、実習もしくは実技のいずれかによる授業またはこれらの併用による授業を、多様なメディアを高度に利用して当該授業を行う教室など以外の場所で履修させる授業のことである。2000年代からは通信教育の課程に限らず、実施されることが増えている授業形態である。

### 通信教育制度においてのみ行える授業
放送授業
主として放送その他これに準ずるものの視聴により学修させる授業のことである。日本においては、放送大学やNHK学園高等学校による授業が知られている。
印刷教材などによる授業
印刷教材のほか、これに準ずる教材を送付もしくは指定し、主としてこの教材により学修させる授業のことである。通信教育の課程においては、「面接授業」や「メディアを利用して行う授業」と並んで一般的な授業形態である。